# فرانك باتلر (لاعب كريكت)
فرانك باتلر (بالإنجليزية: Frank Butler)‏ (13 نوفمبر 1889 في أستراليا - 8 مايو 1965 بملبورن في أستراليا) هو لاعب كريكت أسترالي. لعب مع فريق تسمانيا للكريكت وفريق كانتربري للكريكت ‏.

## وصلات خارجية
- فرانك باتلر (لاعب كريكت) على موقع إي آس بي آن كريك إنفو (الإنجليزية)